# Ssa2
Ssa2 (싸2?) è il secondo album in studio del rapper sudcoreano Psy, pubblicato il 1º gennaio 2002 dalla LNLT Entertainment.
La vendita dell'album è stata vietata ai minori di 19 anni in Corea del Sud a causa dei suoi contenuti ritenuti "non appropriati" ai minorenni dal governo sudcoreano.

## Tracce
Testi e musiche di PSY, eccetto dove indicato.
1. Intro (feat. Masta Wu, Jed, Ha Dae-hwan, RayJay & Johan) – 2:18 (testo: PSY, Masta Wu, Jed, Ha Dae-hwan, RayJay, Johan)
2. 신고식 – 3:29 (musica: Park Jin-young)
3. 딜레마 – 3:27
4. 얼씨구 – 3:03
5. Yes, I Am – 3:20 (musica: Haemseuteo)
6. 해지면 – 3:08
7. 원해 – 2:46
8. 사우나속으로 (feat. Masta Wu) – 3:11 (testo: PSY, Masta Wu)
9. 1등 (feat. Yoo Geon-hyung) – 3:13 (musica: Yoo Gun-hyung)
10. 새, Pt. 2 (feat. Kim Joon-hyuk) – 3:17
11. 나쁜 년 – 3:06
12. 처녀논쟁 (feat. Ray Jay) – 3:30 (testo: PSY, Ray Jay)
13. Basica 2.0 – 3:53 (musica: Hanco)
14. 생 – 3:30 (musica: Drunken Tiger)